# Stéphane Dompierre
Stéphane Dompierre est un écrivain, chroniqueur et éditeur québécois né à Montréal le 10 avril 1970.

## Biographie
Il fait des études en musique, puis œuvre au sein du milieu de la musique populaire québécoise pendant 15 ans, notamment au sein du groupe Marie-Madeleine, finaliste au concours l'Empire des Futures Stars.
Il se lance ensuite dans l’écriture. Son premier roman, Un petit pas pour l’homme, lui permet de remporter le Grand prix de la relève littéraire Archambault en 2005.
Parallèlement à son travail de romancier, il déploie ses activités d’écriture sur plusieurs fronts.
En 2011 et 2012, il tient la chronique hebdomadaire Fâché noir sur le portail web de Yahoo! Québec. Il écrit aussi des chroniques dans le magazine féminin Elle Québec entre 2010 et 2018 et dans La Presse depuis 2022.
Il est scénariste de la série de bandes dessinées humoristiques Jeunauteur, en collaboration avec Pascal Girard au dessin.
Depuis 2018, il est directeur de la collection La Shop des Éditions Québec Amérique. Il est aussi éditeur et directeur littéraire chez le même éditeur.

## Œuvres

### Romans
- Un petit pas pour l’homme, Montréal, Éditions Québec Amérique, 2004, 226 p.  (ISBN 978-2-7644-0398-3)
- Mal élevé, Montréal, Éditions Québec Amérique, 2007, 197 p.  (ISBN 978-2-7644-0567-3)
- Morlante, Montréal, Éditions Coups de Tête, 2009, 154 p.  (ISBN 978-2-9236-0318-6)
- Stigmates et BBQ, Montréal, Éditions Québec Amérique, 2011, 249 p.  (ISBN 978-2-7644-1296-1)
- Corax, Montréal, VLB Éditeur, 2012, 249 p.   (ISBN 978-2-89649-419-4)
- Tromper Martine, Montréal, Éditions Québec Amérique, 2015, 236 p.  (ISBN 978-2-7644-2963-1)
- Novice, Montréal, Éditions Québec Amérique, 2022, 293 p.  (ISBN 9782764446034)

### Recueils
- Fâché noir. Chroniques, Montréal, Éditions Québec Amérique, 2013, 165 p.  (ISBN 978-2-7644-2253-3)
- Marcher sur un Lego et autres raisons d'aimer la vie, Montréal, Éditions Québec Amérique, 2019, 226 p.  (ISBN 978-2-7644-3766-7)

### Bandes dessinées
- Jeunauteur. Tome 1. Souffrir pour écrire, avec Pascal Girard, Montréal, Éditions Québec Amérique, 2008. (ISBN 978-2-7644-0613-7)
- Jeunauteur. Tome 2. Gloire et crachats, avec Pascal Girard, Montréal, Éditions Québec Amérique,2010.  (ISBN 978-2-7644-0698-4)

### Collectifs
- Amour et libertinage, Montréal, Les 400 coups, 2011, 200 p.  (ISBN 978-2-8954-0515-3)
- Dictionnaire de la révolte étudiante, Montréal, Éditions Tête première, 2012, 228 p.  (ISBN 978-2-9242-0701-7)
- NU. Recueil de nouvelles érotiques, participation et direction littéraire, Montréal, Édition Québec Amérique, 2014, 370 p.  (ISBN 978-2-7644-2732-3)
- Travaux manuels. Recueil de nouvelles érotiques, participation et direction littéraire, Montréal, Édition Québec Amérique, 2016, 328 p.  (ISBN 978-2-7644-3056-9)
- Pulpe. Recueil de nouvelles érotiques, participation et direction littéraire, Montréal, Édition Québec Amérique, 2017, 352 p.  (ISBN 978-2-7644-3375-1)

### Éditions étrangères
- Un petit pas pour l'homme, 2009, Édition Michel Lafon (pour la France)  (ISBN 978-2-7499-0904-2)
- 인간을 위한 작은 한걸음 (Un petit pas pour l'homme), 2009, Édition Sol Book (pour la Corée du Sud)

## Prix et honneurs
- 2005: Lauréat du Grand Prix de la relève Archambault pour Un petit pas pour l'homme
- 2009: Finaliste aux Grands Prix littéraires Archambault pour Morlante

## Voir Aussi